# Zlatko Dalić
Zlatko Dalić (Livno, Iugoslàvia (actual Bòsnia i Hercegovina), 26 d'octubre de 1966) és un exfutbolista i actualment entrenador de la selecció de futbol de Croàcia des de l'octubre del 2017.

## Trajectòria

### Jugador
Zlatko Dalić es va iniciar com a futbolista al club de la seva ciutat el NK Troglav Livno, ja com a professional va jugar durant l'època iugoslava pels clubs croats del Hajduk Split i Cibalia Vinkovci, pel club montenegrí del FK Budućnost Podgorica i també pel club bosni del FK Velež Mostar. Després de la independència i dissolució de la República Iugoslava va jugar pel club croat NK Varaždin i una altra vegada pel Hajduk Split. L'any 2000 va acabar la seva carrera com a jugador professional.

### Entrenador
Després de la seva carrera com a jugador, Dalić va iniciar la seva carrera com a entrenador. Va dirigir entre altres al NK Varaždin, HNK Rijeka, al KS Dinamo Tirana i al NK Slaven Belupo en el futbol europeu. Després va marxar a la península aràbiga per posar-se al capdavant del Al-Faisaly FC i a l'Al-Hilal FC saudites i a l'Al-Ain SCC dels Emirats Àrabs.
Amb aquest últim equip, l'Al-Ain SCC, va guanyar una lliga, una copa i una supercopa del país. El 2016, l'equip va assolir la final de la Lliga de Campions de l'AFC, on va perdre contra el Jeonbuk FC de Corea del Sud.
L'octubre de 2017 és nomenat successor d'Ante Čačić com a entrenador de la selecció de futbol de Croàcia amb el punt de mira encarat a la Copa del Món de Futbol de 2018 a Rússia.

## Clubs

### Jugador
| Club                   | País       | Any         |
| ---------------------- | ---------- | ----------- |
| HNK Hajduk Split       | Iugoslàvia | 1983 - 1996 |
| HNK Cibalia Vinkovci   | Iugoslàvia | 1986 - 1987 |
| HNK Hajduk Split       | Iugoslàvia | 1987 - 1988 |
| FK Budućnost Podgorica | Iugoslàvia | 1988 - 1989 |
| FK Velež Mostar        | Iugoslàvia | 1989 - 1991 |
| NK Varaždin            | Croàcia    | 1992 - 1996 |
| HNK Hajduk Split       | Croàcia    | 1996 - 1998 |
| NK Varaždin            | Croàcia    | 1998 - 2000 |

### Entrenador
| Club                | País                | Any            |
| ------------------- | ------------------- | -------------- |
| NK Varaždin         | Croàcia             | 2005 - 2007    |
| HNK Rijeka          | Croàcia             | 2007 - 2008    |
| KS Dinamo Tirana    | Albània             | 2008 - 2009    |
| NK Slaven Belupo    | Croàcia             | 2009 - 2010    |
| Al-Faisaly FC       | Aràbia Saudita      | 2010 - 2012    |
| Al-Hilal FC         | Aràbia Saudita      | 2013           |
| Al-Ain              | Emirats Àrabs Units | 2014 - 2017    |
| Selecció de Croàcia | Croàcia             | 2017 - present |